# Lingue kipchak

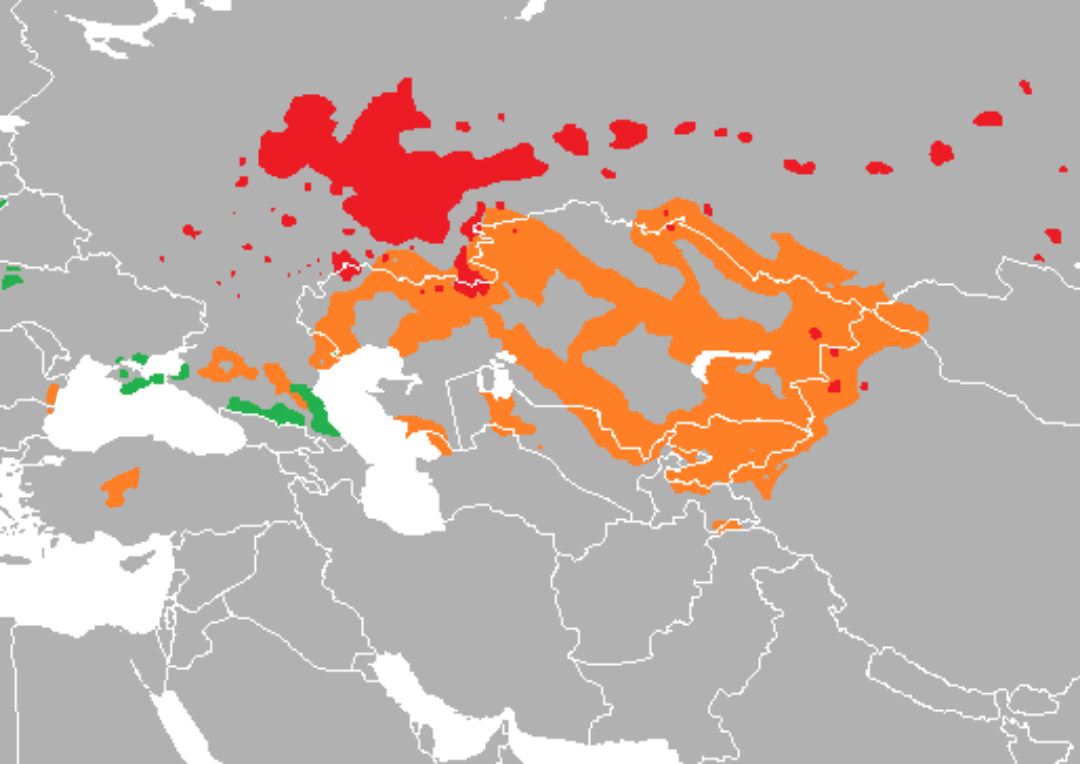
Distribuzione delle lingue kipchak ripartite nei suoi 3 gruppi. In rosso e in verde il gruppo kipchak-bulgar e in arancione il kipchak-nogay.

Le lingue kipchak (anche nelle traslitterazioni kypchak o qypchaq) o lingue turche del nord-ovest sono una ramo della famiglia delle lingue turche parlato da circa 28 milioni di persone in un'area che va dalla Lituania alla Cina. La lingua capostipite di questo gruppo è la lingua kipchak.

## Classificazione
Le lingue kipchak, in base a posizioni geografiche e caratteristiche comuni, possono essere suddivise in 3 gruppi:
- kipchak-bulgaro (nella fascia compresa fra gli Urali e il mar Caspio) che comprende il baschiro e il tataro;
- kipchak-cumano (nella zona fra il mar Caspio e il mar Nero) che comprende il caraciai-balcaro, cumucco, il karaim, il krymchak, l'Urum e il tataro della Crimea (tali lingue sono anche pesantemente influenzate dalle lingue oghuz);
- kipchak-nogay (fra il mar Caspio e il lago d'Aral), comprendente il nogai, il karakalpako, il kazako e il kirghiso.

Anche la lingua dei Mamelucchi turchi d'Egitto sebbene appartenente alle lingue kipchak - cumano presenta molte sfumature del gruppo kipchak.

## Confronto con le altre lingue turche
Alcune caratteristiche in comune con le altre lingue turche sono la perdita del suono h iniziale (conservata solo in khalaj) e il cambio del suono d in j (ad esempio hadaq - piede - va letto come ajaq); caratteristiche uniche di questo gruppo sono invece l'ampia armonia labiale vocale, la forte assibilazione dell'iniziale j (es. jetti - sette - va letto ʒetti) e i dittonghi da sillaba finale g e b letti come w (es. tag - montagna- va letto taw e poi sub - acqua - è letto come suw)